# Альфред Луц
Альфред «Фрідель» Луц (нім. Alfred "Friedel" Lutz, 21 січня 1939, Бад-Фільбель — 7 лютого 2023) — німецький футболіст, що грав на позиції захисника, зокрема за «Айнтрахт» та національну збірну Німеччини.
Чемпіон Німеччини.

## Клубна кар'єра
У дорослому футболі дебютував 1957 року виступами за «Айнтрахт», в якому провів дев'ять сезонів, взявши участь у 74 матчах чемпіонату. 1959 року виборов титул чемпіона Німеччини.
Протягом 1966—1967 років грав за «Мюнхен 1860», після чого повернувся до «Айнтрахта». Цього разу відіграв за франкфуртський клуб наступні шість сезонів своєї ігрової кар'єри. Більшість часу, проведеного у складі «Айнтрахта» (Франкфурт-на-Майні), був основним гравцем захисту команди.
Згодом грав за нижчолігові «Маккабі Франкфурт» та «Ной Ізенбург», 1974 року завершив ігрову кар'єру в команді останнього.

## Виступи за збірну
1960 року дебютував в офіційних матчах у складі національної збірної Німеччини. Протягом кар'єри у національній команді, яка тривала 7 років, провів у формі головної команди країни 12 матчів.
У складі збірної був учасником чемпіонату світу 1966 року в Англії, де німці дійшли фіналу, в якому у додатковий час поступилися господарям турніру і здобули лише «срібло». На мундіалі Луц взяв участь лише в одній грі — у виграному з рахунком 2:1 півфінальному матчі проти збірної СРСР.

## Титули і досягнення
- Чемпіон Німеччини (1):

«Айнтрахт»: 1958-1959
- Віце-чемпіон світу: 1966